# Raziye Hatun
Raziye Hatun, död 1597, var en osmansk hovfunktionär, anställd hos sultan Murad III.
Hon beskrivs som en av sultanens gunstlingar tillsammans med Canfeda Hatun och Hubbi Hatun, och som en av rikets mäktigaste kvinnor vid sidan av sultanens mor Nurbanu Sultan och syster Ismihan Sultan. 